# Paracamarota
Paracamarota är ett släkte av tvåvingar. Paracamarota ingår i familjen fritflugor.
Kladogram enligt Catalogue of Life:
| Paracamarota | \| \| Paracamarota meghalayensis \| \| \| \| \| \| Paracamarota thenmalaensis \| \| \| \| |
|              | \| \| Paracamarota meghalayensis \| \| \| \| \| \| Paracamarota thenmalaensis \| \| \| \| |
|              | Paracamarota meghalayensis                                                                |
|              |                                                                                           |
|              | Paracamarota thenmalaensis                                                                |
|              |                                                                                           |